# 絵美里
絵美里（えみり、1984年6月16日 - ）は、日本の女性ファッションモデル。2009年のミス・ユニバース日本代表。
東京都出身。ブルーミングエージェンシー、オスカープロモーションを経てHONESTに所属。

## 略歴
成城学園初等学校、成城学園中学校高等学校、成城大学法学部卒業。大学在学中にアメリカ・カリフォルニア州に1年間留学した。
2007年10月、準ミス・インターナショナル日本代表第3位に選ばれる。
2009年5月、ミス・ユニバース日本代表に選ばれた。同年8月にバハマで開催された世界大会に出場した。同年からファッション雑誌『JJ』の専属モデルとして活動する。
2010年、TBS系ドラマ『ハンマーセッション!』で女優デビュー。
2011年からブルーミングエージェンシー所属となり、芸名を絵美里に改めた。
2012年から『Oggi』のカバーモデルを務めた。そのほかに『BAILA』『CLASSY.』『GINGER』『Domani』『andGIRL』など多数のファッション雑誌に登場する。

## 人物
中学、高校時代はバスケットボール部に所属し、大学時代はバスケットボールサークルに所属した。
2017年12月29日に自営業の男性と結婚。2020年に第1子、2022年に第2子を出産した。

## 出演

### テレビ番組
- 今ちゃんの「実は…」（2009年10月28日・2010年5月19日・12月1日・2011年4月27日、朝日放送）
- 快傑えみちゃんねる（2010年1月29日・8月27日、関西テレビ）
- ハンマーセッション!（2010年7月10日 - 9月18日、TBS） - 里中玲奈役
- ネプリーグ（2010年8月9日、フジテレビ）
- 世界一受けたい授業（2010年12月11日、日本テレビ）
- グリーンの教え（2011年7月30日 - 2012年3月31日、BS-TBS） - MCアシスタント
- パンテーンドラマスペシャル2011・フォルティッシモ―また逢う日のために―（2011年9月24日、BSフジ） - 篠田亜季役
- 世界にひとつ、の家（2012年4月14日 - 2013年3月30日、日本テレビ）-ニック・スリワースキと夫婦役。
- 東京上級デート（2012年11月14日 ＃32 小石川・2012年12月23日 クリスマススペシャル・2013年11月6日 ＃77 井の頭公園、テレビ朝日）
- 7つの海を楽しもう!世界さまぁ〜リゾート（2013年9月14日・21日、TBS） - サンディエゴ編 旅ゲスト
- 謎解きLIVE 英国式ウィークエンド殺人事件（2013年12月7日・8日、NHK BSプレミアム）
- 闇金ウシジマくん Season2 第5話（2014年2月14日、毎日放送） - 幸役
- 空旅をあなたへ-PREMIUM SKY-（2014年12月 - 2015年1月・2015年7月 - 8月、フジテレビ）
- PON!（2013年4月2日 - 2016年3月24日、日本テレビ） - 火曜日、木曜日パネラー

### CM
- エステティックTBC
- カネボウ化粧品「コフレドール」
- 森永乳業「パルテノ」
- 富士フイルム「Lunamer」
- 富士フイルム「ビューティーファイター」
- ニベア花王「8×4」
- キリンビール「キリンチューハイ ビターズ」（2016年）
- クラシエ薬品「ヨクイニンタブレット」（2017年5月～）

### 雑誌
- JJ
- Oggi
- MISS / MISS plus+
- Domani
- BAILA
- 美的
- GINGER
- CLASSY.
- andGIRL
- 25ans

## 作品
- ミス・ユニバース・ジャパン監修「ビューティーキャンプメソッド2010」
- DVD「ゴルフ美人塾」（ゴルフダイジェスト社）

## 受賞
- アジアパシフィックスーパーモデルコンテスト「SBS賞」受賞
- ミス・ユニバース・ジャパン 2009 代表